# Hortisol
Ein Hortisol (zusammengesetzt aus lat. hortus "Garten" und solum "Boden") ist ein seit Jahrhunderten intensiv genutzter Gartenboden. Mit einem mehr als 40 cm mächtigen Ah-Horizont (durch Bearbeitung ein Ap-Horizont) enthält er organische Substanz mit einem Masseanteil von mehr als 4 %.
Der Hortisol entsteht in Folge der regelmäßigen starken Zufuhr organischer Substanz durch die Aufbringung von Humusdünger (darunter Stallmist, Jauche, Fäkalien sowie Müll) und intensive Bodenbearbeitung (z. B. durch spatentiefes Umgraben). Zusätzliche Wasserversorgung durch häufiges Begießen und länger andauernde Beschattung begünstigen nicht nur das Wachstum der Kulturpflanzen, sondern auch ein reges Bodenleben (z. B. von Regenwürmern).
Typische Hortisole sind überwiegend in alten Siedlungen, wie z. B. Klostergärten oder in Gärten innerhalb mittelalterlicher Stadtmauern anzutreffen.
In der internationalen Bodenklassifikation World Reference Base for Soil Resources (WRB) gehören die Hortisole überwiegend zu den Hortic Anthrosolen.
Am Weltbodentag 2016 wurde der Hortisol vom Bundesverband Boden und der Deutsche Bodenkundlichen Gesellschaft als Boden des Jahres 2017 erklärt.